# Дион Купер
Дион Куипер (хол. Dion Cuiper; 29. новембар 1993), професионално познат као Дион Купер, холандски је кантаутор. Он ће представљати Холандију на Песми Евровизије 2023. заједно са Миом Николаи са песмом Burning Daylight.

## Рани живот и образовање
Куипер је рођен 29. новембра 1993. године и одрастао је у Васенару у Јужној Холандији, у предграђу Хага. Његов отац, који је некада био бубњар у фанк бенду, упознао га је са музиком, између осталих, група Toto, The Police, Earth, Wind & Fire, The Beatles и певача Џимија Хендрикса. Куипер је развио интересовање за музику и почео је да свира гитару са 15 година. Касније је почео да пише и пева сопствене песме.
По завршетку средњег образовања, Куипер је почео да студира међународно пословање и менаџмент, али је одустао у 21. години да би се фокусирао на своју музичку каријеру. Као своје музичке инспирације навео је Шона Мендеса, Џона Мајера и Харија Стајлса.

## Каријера

### 2015–2022:Глас ХоландијеиToo Young Too Dumb
У 2015, Куипер је учествовао у шестој сезони Гласа Холандије. Прошао је у дуеле, придруживши се тиму репера Али Би. Био је елиминисан након што је изгубио битку са Брејсом.
| Наступи и резултати у Гласу Холандије | Наступи и резултати у Гласу Холандије | Наступи и резултати у Гласу Холандије | Наступи и резултати у Гласу Холандије |
| Рунда                                 | Песма                                 | Оригинални извођач                    | Резултат                              |
| ------------------------------------- | ------------------------------------- | ------------------------------------- | ------------------------------------- |
| Слепе аудиције                        | Feeling Good                          | Muse                                  | Придружио се тиму Али Бија            |
| Битке                                 | Never nooit meer                      | Re-Play и Гордон                      | Елиминисан                            |

2021, Куипер је објавио своју дебитантски ЕП Too Young Too Dumb. Касније те године, био је подршка Данкану Лоренсу током његове клупске турнеје 2021. године. Године 2022. објавио је синглове Know и Blue Jeans, који је писао заједно са Лоренсом.

### 2023: Песма Евровизије
Дана 1. новембра 2022, холандски емитер AVROTROS је објавио да је Куипер изабран да представља Холандију на Песми Евровизије 2023, заједно са Миом Николај. Њихова песма, Burning Daylight објављена је 1. марта 2023.

## Дискографија

### ЕП-ови
- Too Young Too Dumb (2021)

### Синглови
| Наслов                             | Година | Највиша позиција на топ-листама | Највиша позиција на топ-листама |
| Наслов                             | Година | Холандија                       | Холандија                       |
| Наслов                             | Година | Топ 100                         | Топ 40                          |
| ---------------------------------- | ------ | ------------------------------- | ------------------------------- |
| Much Higher                        | 2020.  | —                               | —                               |
| Jealousy                           | 2020.  | —                               | —                               |
| Too Young Too Dumb                 | 2020.  | —                               | —                               |
| Simple                             | 2020.  | —                               | —                               |
| Bobbie's Song                      | 2020.  | —                               | —                               |
| Cold                               | 2021.  | —                               | —                               |
| Fire (feat. Максин)                | 2021.  | —                               | —                               |
| Know                               | 2022.  | —                               | —                               |
| Blue Jeans                         | 2022.  | —                               | —                               |
| Burning Daylight (са Миом Николај) | 2023   | 61                              | 28                              |